# Anthaxia boettcheri
Anthaxia (Haplanthaxia) boettcheri – gatunek chrząszcza z rodziny bogatkowatych, podrodziny Buprestinae i plemienia Anthaxiini.
Gatunek ten został opisany w 1928 przez Jana Obenbergera.
Kwietniczek o małym, łódkowatym ciele długości od 3,3 do 5,1 mm. Samce smuklejsze, prawie trójkątne, spiżowe ze złocistozielonymi lub niebieskozielonymi: czołem, czułkami, przednimi goleniami oraz udami środkowych i tylnych odnóży. Ciało samic wyraźnie tęższe i całe spiżowe. Głowa węższa niż przednia krawęź przedplecza. Czoło płaskie, pozbawione mikrorzeźby, o ledwo zaznaczonym rowku środkowym. Przedplecze po bokach zaokrąglone, najszersze w tylnej ⅓ i tam tak szerokie jak pokrywy na wysokości barków. Pokrywy od barków do wierzchołka zwężające się, ich epipleury sięgają tylko wierzchołkowej, zaokrąglonej części. Golenie środkowej pary odnóży u samic proste, u samców z delikatnym piłkowaniem przed wierzchołkiem, po wewnętrznej stronie. Wentryt analny u samców ścięty, u samic pośrodku wcięty. Narządy rozrodcze samca o nieco wrzecionowatym, prawie walcowatym edeagusie oraz grzbietowo i bocznie ząbkowanej tylnej części paramer.
Chrząszcz znany z filipińskich wysp Luzon, Mindoro, Palawan i Sibuyan.